# ハルゼフェルト
ハルゼフェルト（Harsefeld、低地ドイツ語で Ha(r)sfeld）は、ドイツ連邦共和国ニーダーザクセン州のシュターデ郡に属すフレッケン（古くから一定の自治権を認められていた町村。以下、本項では便宜上「町」と記述する）で、ザムトゲマインデ・ハルゼフェルトの本部所在地である。1104年から1648年まで、ここには最も重要なベネディクト会修道院の一つであるハルゼフェルト修道院があった。

## 地理

### 位置
ハルゼフェルトはゲースト（氷河谷に砂が堆積した地形）に位置する。集落の北辺をアウエ川が流れており、アウエ渓谷と呼ばれる谷を形成している。

### 自治体の構成
この町は首邑であるハルゼフェルト集落の他、イッセンドルフ、ホレンベック、ルシュヴェーデル、グリームスホルスト、ヴァイセンフェルデの集落で構成されている。

## 歴史

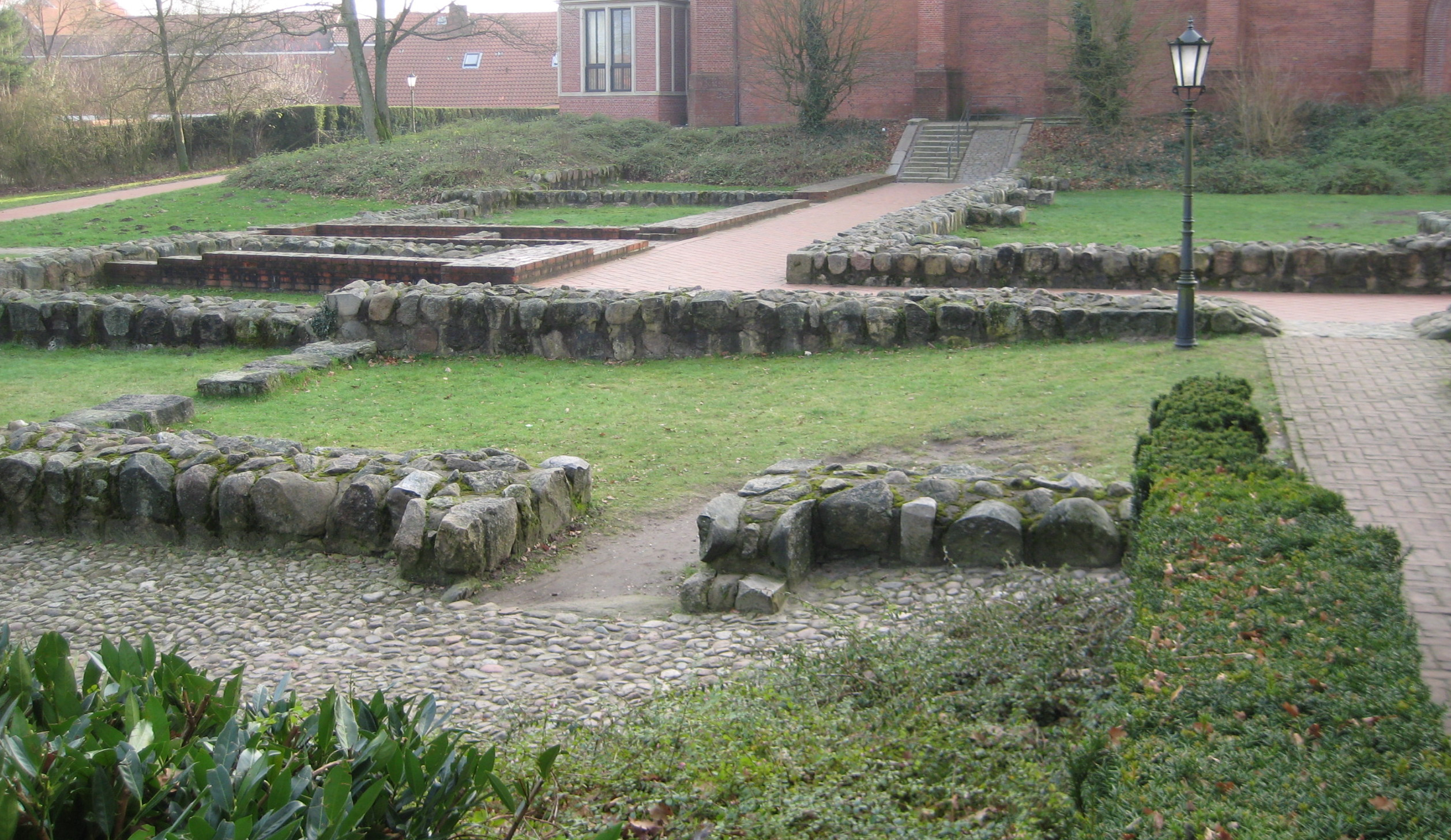
ハルゼフェルト修道院

納骨墓地（紀元前400年）からの出土品は、ハルゼフェルト周辺地域に古くから定住者があったことを示している。集落の起源は1000年以上遡る。ティートマール・フォン・メルゼブルクの年代記に、城の建設は969年と記述されている。この城は、シュターデ伯領を樹立するまでウドネン家の本拠地であった。この一族の衰退後、1104年にベネディクト修道会によりハルゼフェルト修道院が設けられ、15世紀に建てられた教会とともに利用された。1546年、修道院と教会は金銭トラブルからメクレンブルク地方の騎士ペンツによってほぼ完全に破壊された。聖マリア＝バルトロマイ教会は、1648年に塔を有するネオゴシック様式で再建された。修道院の建物は礎石がほぼ完全に発掘されており、催し物に利用されている。

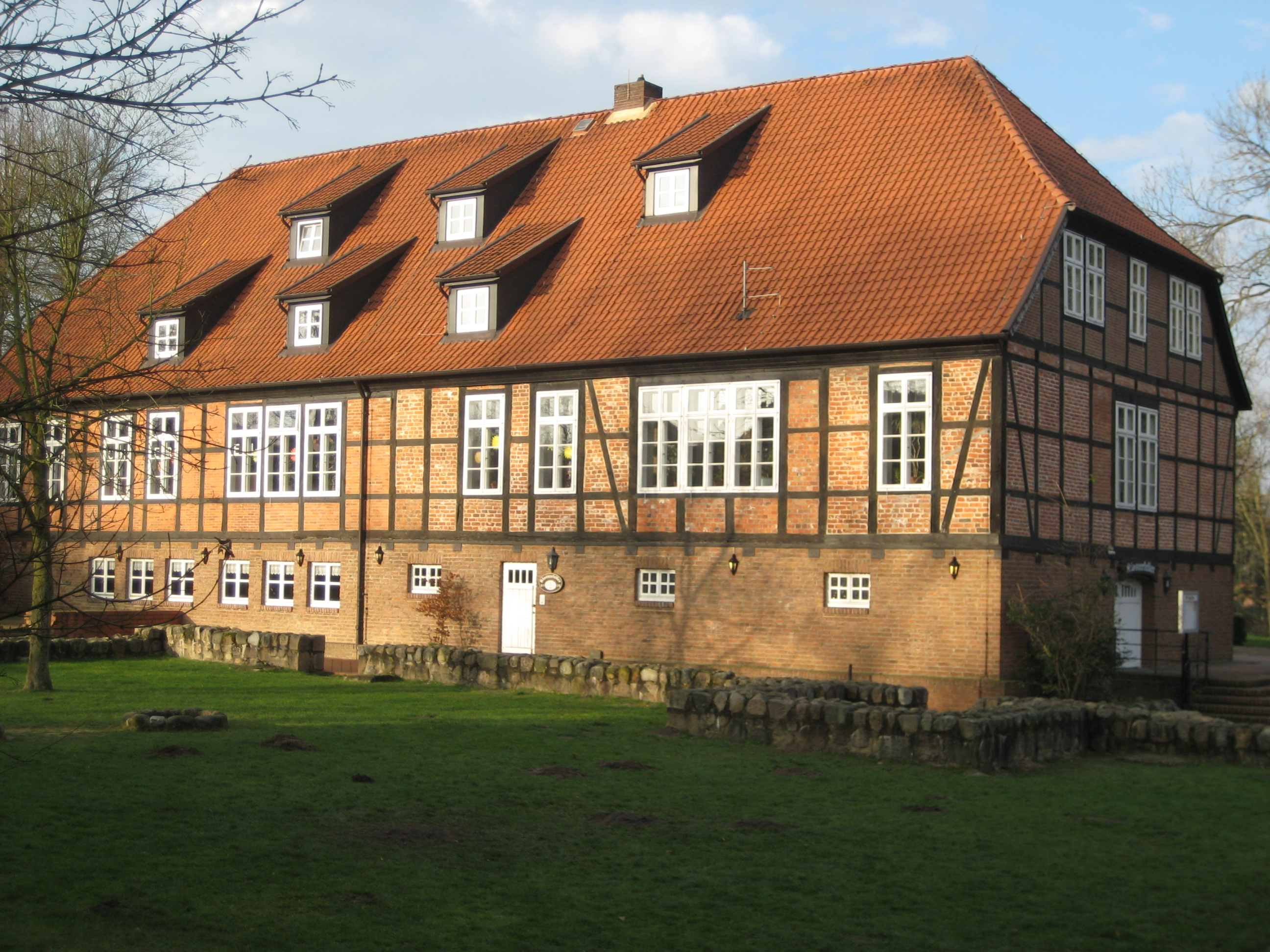
フリードリヒ・フート図書館

修道院の敷地の端に1740年に建設された旧役場も歴史上重要である。内部はフリードリヒ・フート図書館となっている。この図書館は1845年に文化後援家フリードヒリ・フート（1777年 - 1846年）によって設立されたものである。この商人はハルゼフェルトで育ち、ロンドンで銀行家として莫大な富を得た人物である。なくなる直前に彼は何度も故郷を訪れ、ハルゼフェルト住民のための公共図書館設立を決心した。この図書館の蔵書は初め約1000巻であったが、その後まもなく3000点に増加した。この図書館は現在でもシュターデ郡で最も設備の整った図書館の一つに数えられる。多額の私財を投じた設立者の栄誉を称えて1998年に図書館前に等身大のブロンズ製胸像が設けられた。製作者は彫刻家のカルステン・エッガースである。

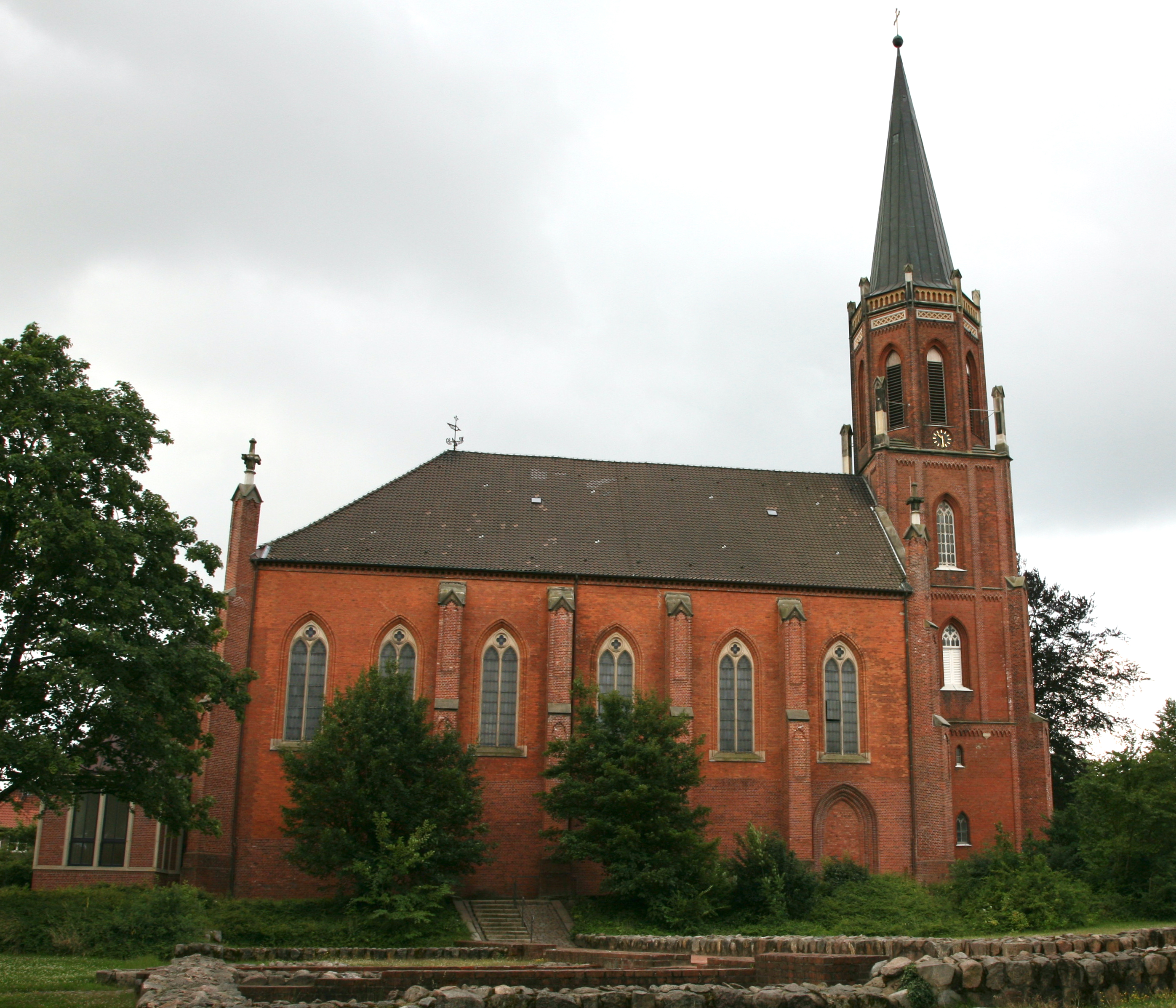
聖マリア＝バルトロマイ教会
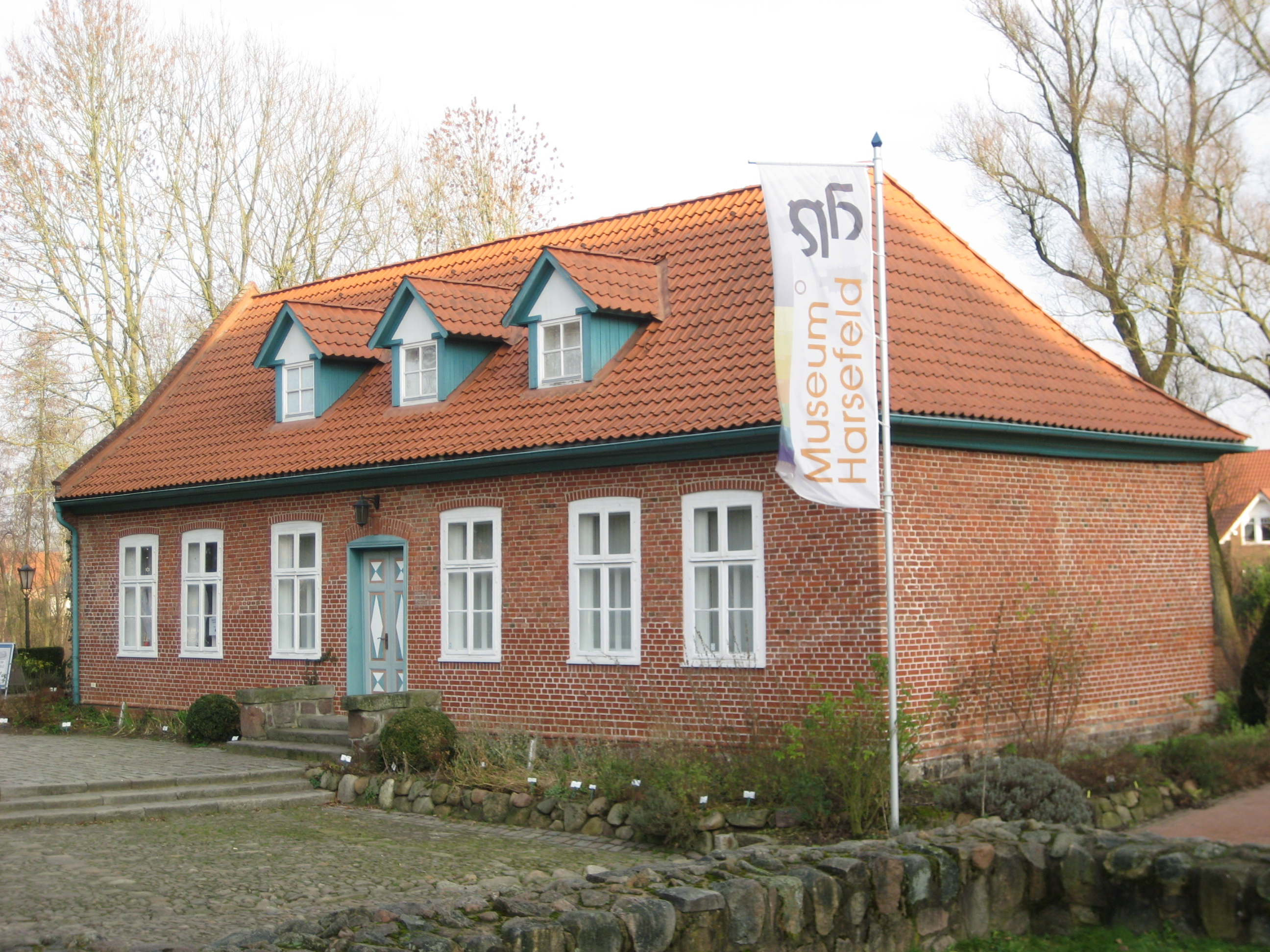
旧修道院の敷地内に建つハルゼフェルト博物館

### 名前の由来
「Harse」は、古ザクセン語の「horsa」＝「馬」であり、したがって Harsefeld という名前は「馬のいる野原」を意味するというのが定説であるが、「Harse」は「Hirse」＝「キビ」であるとする説もある。

## 行政

### 議会
ハルゼフェルトの町議会は29議席からなる。

### 紋章
図柄: 白地（銀地）に向かって左向きに跳ねる馬に乗り、黒い剣を振り上げた黒い騎士が描かれている。頂部は青地に3つの金のバラ、底部は青地に2つの金のバラが配されている。

### 友好都市
- アスフェルドおよび Vieux-lès-Asfeld（フランス、アルデンヌ県）
- フェルトベルク（フェルトベルガー・ゼーンラントシャフトの一地区）（ドイツ、メクレンブルク＝フォアポンメルン州）

## 経済と社会資本

### 教育
ハルゼフェルトには基礎課程学校が2校ある。
ヤーン通りのハルゼフェルト実科学校は1970年に開校した。当時、本課程学校はローゼンボルン基礎課程学校の近くにあった。その後、実科学校と本課程学校は、組織上は別々なままヤーン通りの校舎を共有すること（学校センター）となった。2004/05年の学年度から両者は同じ学校の実科学部、本課程学部という2つの学部という形に統合された。
エントシュテーエンのハルゼフェルト・ギムナジウムは2004/05年度から、当初は5年生と6年生のクラスで開校した。2006/07年の学年度初めからヤーン通りの学校センターのすぐ隣に移転した。

### 交通

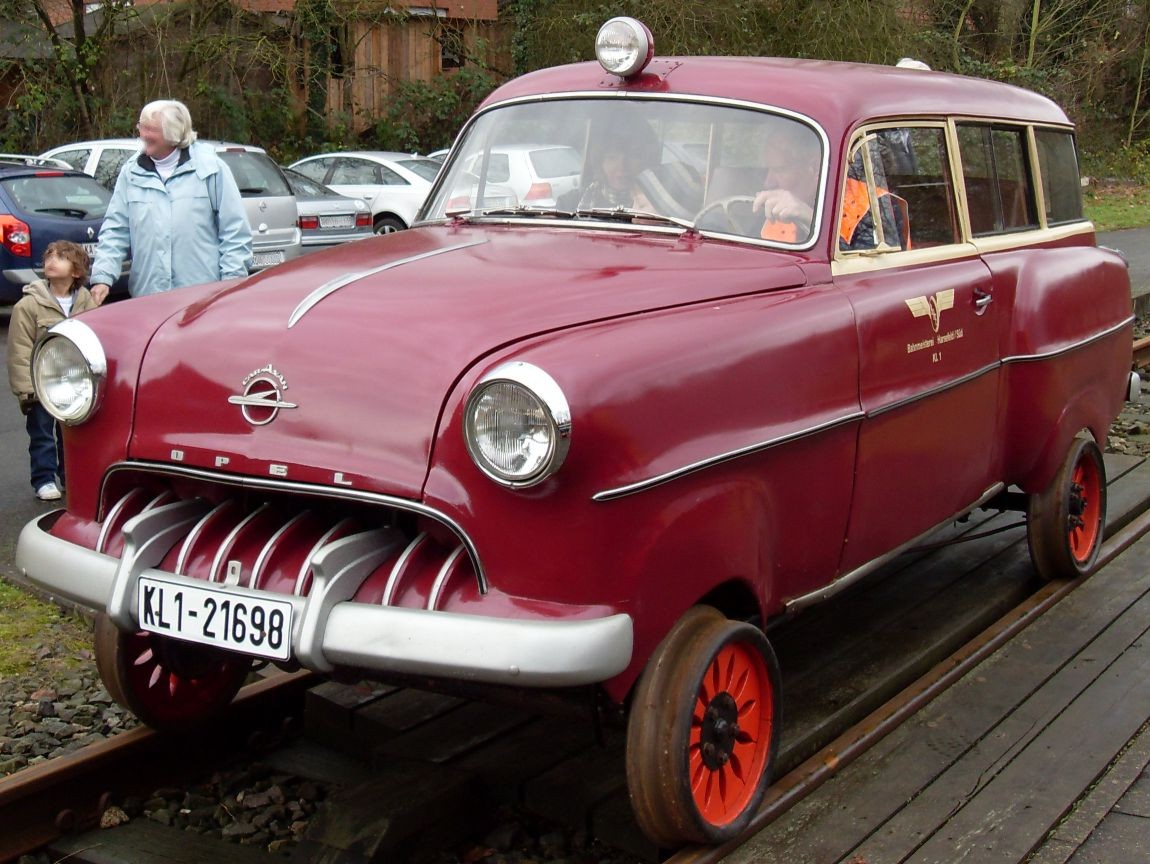
鉄道線路走行用に改造されたオペル・レコルト

ハルゼフェルトは、1902年のブーフホルツ - ブレーマーフェルデ - ブレーマーハーフェン線の建設によって初めて鉄道網と結ばれた。さらに、1928年にブクステフーデへの路線が建設された。両路線は、それぞれ1968年と69年に旅客営業を廃止した。その後1993年9月26日になって、エルベ＝ヴェーザー鉄道交通会社によりブレーマーハーフェン - ブクステフーデ間だけは定期旅客運行が再開された。
車両庫には、1926年 WUMAG社製の気動車「ニュルンベルク 761」やその他の歴史的車両がブクステフーデ＝ハルゼフェルト鉄道同好会 e.V. によって保存されている。中には1953年製のオペル・オリンピア・レコルトを線路走行用に改造した車両もある。この車両は、ブクステフーデ - ハルゼフェルト間で特別走行された。

## 文化と見所

### スポーツ
スポーツクラブ TuSハルゼフェルトには、サッカーや水泳をはじめ多くの種目がある。2009/10年のシーズンから TuSハルゼフェルトにU13からU19のジュニア組織が設けられた。

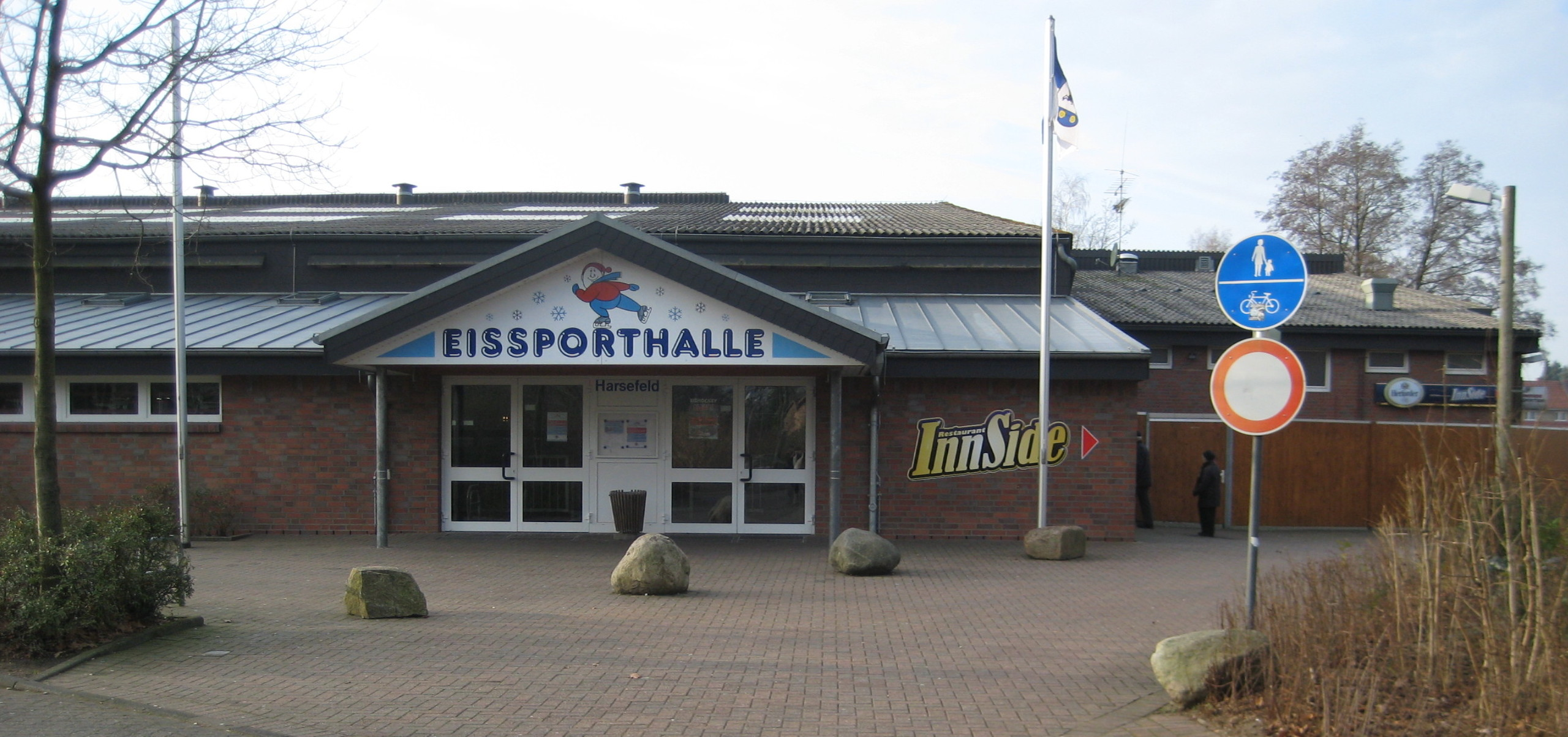
アイススポーツホール

#### アイススポーツ
シュターデ郡唯一のアイススポーツホールがあることから、ハルゼフェルトはアイスホッケーをはじめとするアイス・スポーツの中心地となっている。TuSハルゼフェルトのアイスホッケーチーム「ハルゼフェルト・ティーガース」はニーダーザクセン・アイススポーツ連盟に加盟している。このアイススポーツホールは2009年夏に改修された。

## 引用
1. ↑  Landesamt für Statistik Niedersachsen, LSN-Online Regionaldatenbank, Tabelle A100001G: Fortschreibung des Bevölkerungsstandes, Stand 31. Dezember 2023